# Wesmaelius subnebulosus
Wesmaelius subnebulosus is een insect uit de familie van de bruine gaasvliegen (Hemerobiidae), die tot de orde netvleugeligen (Neuroptera) behoort. 
Wesmaelius subnebulosus is voor het eerst wetenschappelijk beschreven door Stephens in 1836.